# Wizja świętego Wawrzyńca
Wizja świętego Wawrzyńca – obraz hiszpańskiego malarza pochodzenia greckiego Dominikosa Theotokopulosa, znanego jako El Greco. Obraz nie jest sygnowany.
Wizerunek Wawrzyńca stanowi łącznik pomiędzy trzema wcześniejszymi obrazami lakonicznie sygnowanymi CHÈIR DOMENIKOU (Pokutująca Maria Magdalena, Święta Weronika trzymająca chustę, Portret świętego Antoniego z Padwy), a pracami wykonanymi w kościele Santo Domingo el Antigua w Toledo. Jego pierwszym właścicielem był Rodrigo de Castro, Inkwizytor Sądu Najwyższego w Toledo w 1559, późniejszy arcybiskup Sewilli. W 1600 roku, po jego śmierci, obraz trafił do galicyjskiego klasztoru wraz z płótnem Święty Franciszek z bratem Leonem.

## Opis obrazu
Obraz przedstawia św. Wawrzyńca w chwili, w której doznaje wizji Matki Bożej z Dzieciątkiem. Wydłużona postać Wawrzyńca, wpisana w trójkąt przywołuje włoskie malarstwo renesansowe, zwłaszcza Michała Anioła. Na sobie ma ornat wyszywany brokatem w kolorze żółtego złota i karmazynu. El Greco w tę samą szatę odział Świętego Szczepana na późniejszym obrazie Pogrzeb hrabiego Orgaza. Ułożenie rąk i głowy oraz intensywność spojrzenia przypomina te z portretu Giovanniego Battisty Porta czy Pokutującej Marii Magdaleny, choć od strony technicznej bliżej mu do Portretu świętego Antoniego z Padwy. W prawej ręce Wawrzyniec trzyma swój atrybut, kratkę, symbol jego męczeństwa. Swoją uwagę koncentruje na chmurze znajdującą się w prawym górnym rogu, na którym znajduje się Maria z Dzieciątkiem. Otoczona jest ona jasną poświatą przypominającą aureolę. Ponownie El Greco wykorzystał motyw ze swojego wcześniejszego obrazu. Tym razem postać Marii i Jezusa przypomina tę z małego obrazka wykonanego jeszcze w Wenecji w 1570 roku pt. Ucieczka do Egiptu.